# 庫爾特 (愛荷華州)
庫爾特（英語：Coulter）是一個位於美國愛荷華州富蘭克林縣的城市。

## 地理
庫爾特的座標為42°44′04″N 93°22′09″W / 42.73444°N 93.36917°W，而該地的平均海拔高度為378米（即1240英尺）。

## 人口
根據2010年美國人口普查的數據，庫爾特的面積為6.35平方千米，當中陸地面積為6.35平方千米，而水域面積為0.00平方千米。當地共有人口281人，而人口密度為每平方千米44人。